# ヒロ高等学校
ヒロ高等学校（ヒロこうとうがっこう、英語: Hilo High School）は、アメリカ合衆国ハワイ州ハワイ島のヒロ地区に2つある公立高校（9年～12年）で、1976年にワイアケア高等学校が開校するまではヒロ地区で唯一の公立高校であった。

## 概要
ヒロ高等学校は1906年に始まり、1909年に最初の卒業生を出している。当時ヒロの近くには30マイルも南にカウ高等学校・パハラ小学校（Kau High and Pahala Elementary School）と同距離北にホノカア高等学校・中学校（Honokaa High & Intermediate School）しかなかった。
ヒロ高等学校は2回目の移転（1922年）で現在のワイヌエヌエ通り（住所：556 Waianuenue Avenue, Hilo, Hawaii 96720）に移った。通りの向かいにはヒロ中学校（Hilo Intermediate School）がある。スポーツチームの名称は「ヴァイキングズ」（Vikings）である。
なお、ヒロの2番目の公立高校、ワイアケア高等学校（Waiakea High School）が1980年に卒業生を出していて、そこのスポーツ・チーム「ウォリアーズ」（Warriers）がヒロ高校チームの好敵手である。

### ギャラリー

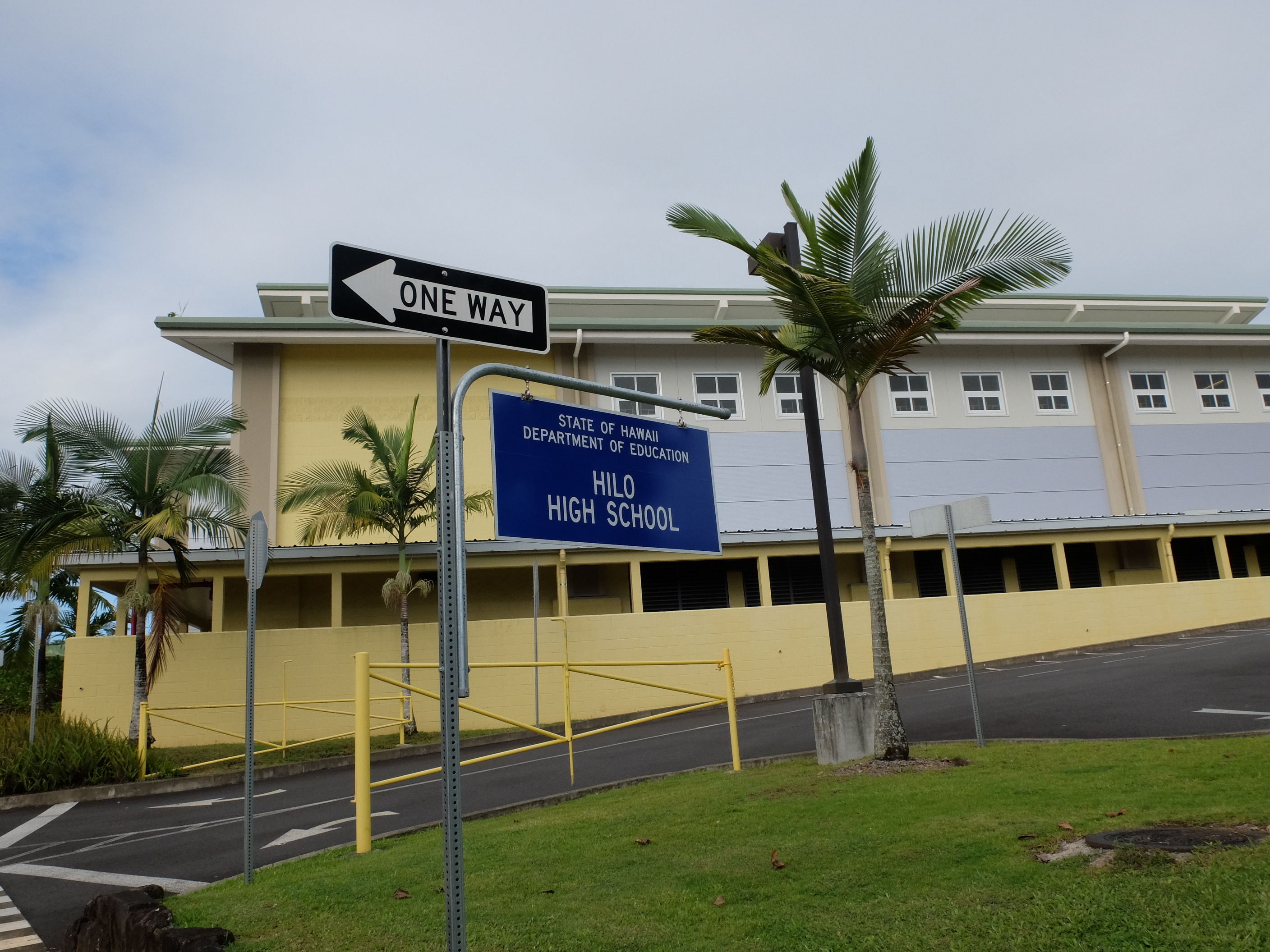
ヒロ高校正面入り口
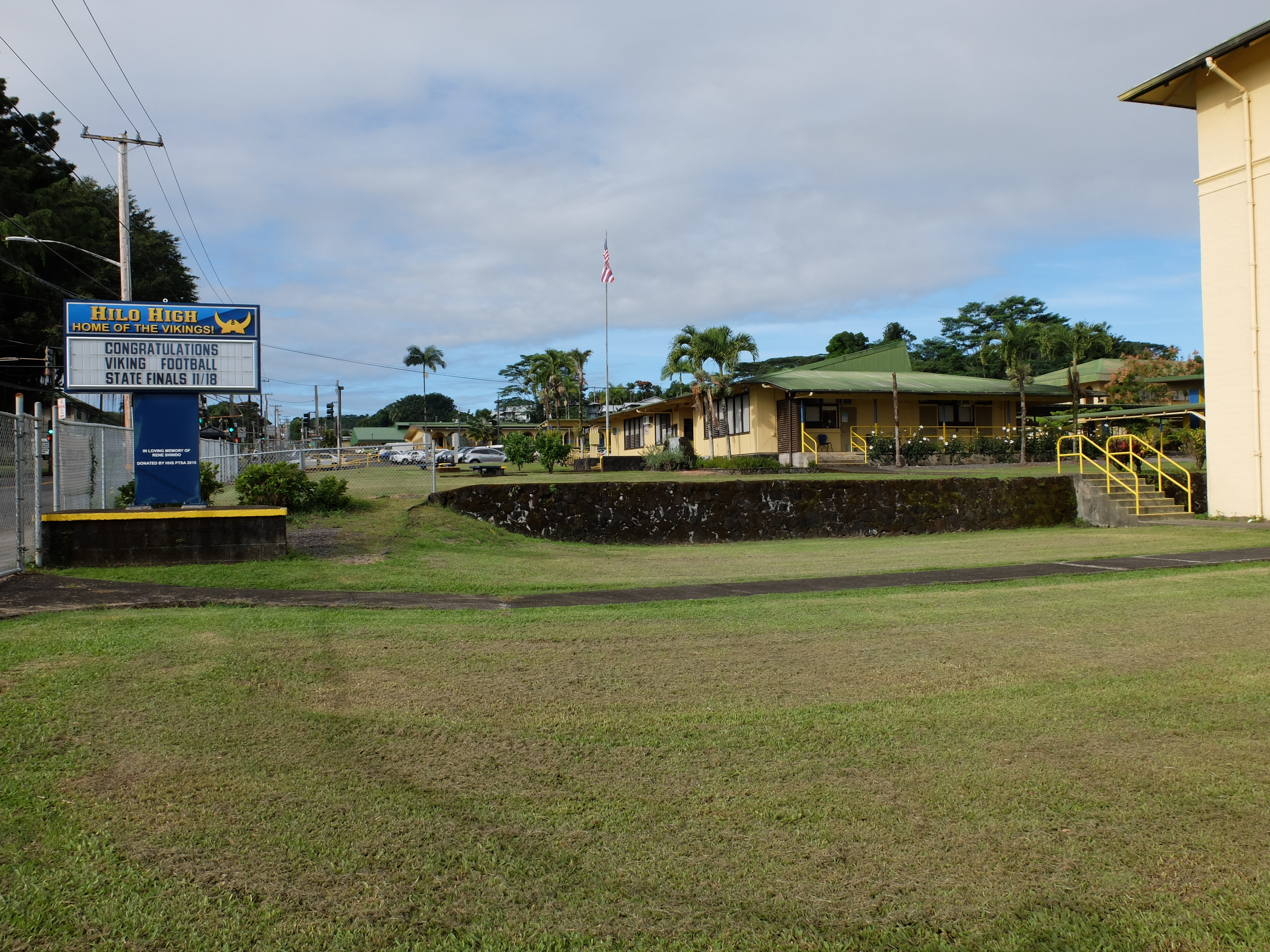
ヒロ高校のスポーツ・チーム名は「ヴァイキングズ」
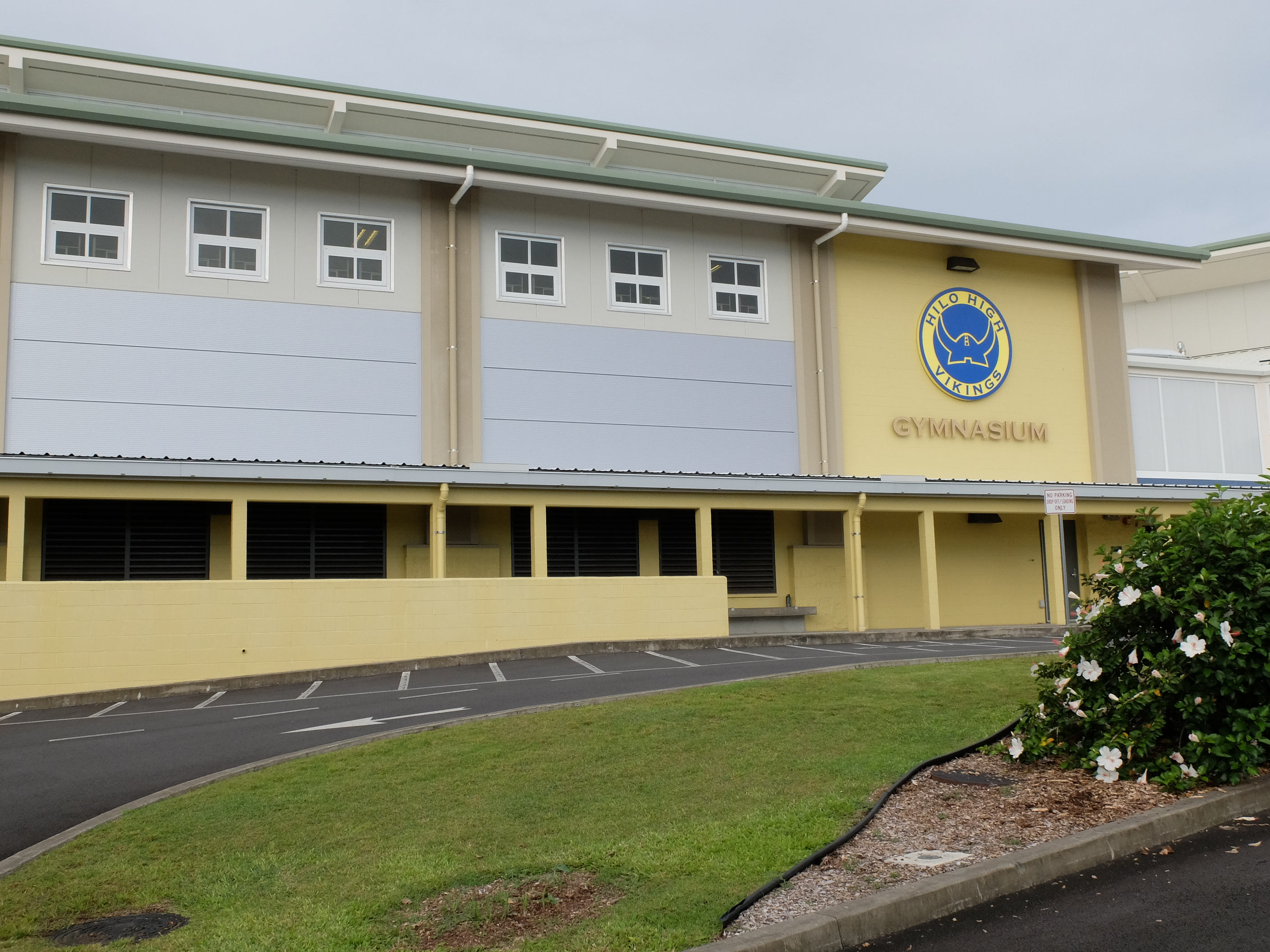
ヒロ高校の体育館

## 著名な卒業生
- パット・サイキ
- BJ・ペン
- ロバート・キヨサキ

## 参照項目
- ヒロの学校一覧 (List of schools in Hilo, Hawaii)